# Vinh Nghị Nhân
Vinh Nghị Nhân (1 tháng 5 năm 1916 – 26 tháng 10 năm 2005), nguyên là Phó Chủ tịch nước Cộng hòa Nhân dân Trung Hoa, Phó Chủ tịch Quốc hội, Phó Chủ tịch Chính Hiệp và cũng là một thương nhân nổi tiếng. Nguyên quán Vô Tích, Giang Tô, cha ông là Vinh Đức Sinh.

## Quá trình công tác
- 1957: Phó Thị Trưởng Thượng Hải
- 1959: Phó Bộ trưởng Bộ Công nghiệp.
- 1978: Phó Chủ tịch Chính Hiệp Toàn Quốc.
- 1983: Phó Uỷ viên Trưởng Nhân Đại Toàn Quốc (Phó Chủ tịch Quốc hội TQ).
- 1993 - 1998: Phó Chủ tịch Nước Cộng Hòa Nhân dân Trung Hoa.

## Đánh giá
Việc ông Vinh Nghi Nhân - một thương gia, không phải Đảng viên cao cấp và từng ra khỏi Đảng - được bầu giữ chức vụ có danh dự cao như Phó Chủ tịch Nước là một tiền đề lý luận "Ba Đại Diện " và việc cho Đảng viên làm kinh tế tư nhân của Giang Trạch Dân.